# Dorpskerk (Aagtekerke)
De Dorpskerk is een kerkgebouw op het dorpsplein van Aagtekerke.

## Geschiedenis
Begin 14e eeuw splitste Aagtekerke zich af van de parochie Domburg. In 1323 werd de toenmalige Sint-Agathakerk voor het eerst schriftelijk vermeld. De huidige kerk heeft als oudste deel een 15e-eeuwse toren. In 1625 kwam het huidige schip tot stand: de herbouw was noodzakelijk na de verwoestingen tijdens het Beleg van Middelburg in 1572-1574. Het middeleeuwse koor werd toen afgebroken. 
In 1770 werd een kosterij en het zuidportaal toegevoegd. De toren kreeg in de 18de eeuw voor een groot gedeelte een bekleding met afwijkende, in die tijd gebruikelijke, bakstenen. In de negentiende eeuw zijn er een consistorie en school aangebouwd, waaraan de hoge ramen herinneren. In 1956 werd de kerk gerestaureerd, waarbij de 19de-eeuwse pleisterlaag op de buitenmuur werd verwijderd en waarbij de kerk van glas-in-loodramen werd voorzien.
De kerk, die lange tijd bekendstond als de hervormde kerk, is in gebruik bij de Protestantse Gemeente Aagtekerke-Domburg (PKN).

## Gebouw
Het betreft een eenbeukig bakstenen kerkgebouw met een tongewelf en vier spitsboogvensters. De toren heeft twee geledingen met haakse steunberen en een achtkante spits. De toren wordt geflankeerd door een achtzijdige traptoren. Het torenuurwerk is 17e-eeuws.

## Interieur
Het interieur wordt overwelfd door een houten tongewelf en houten trekbalken. Tot het meubilair behoort een preekstoel (1625) en een marmeren grafmonument uit 1669 voor Hendrik Thibaut, die heer van Aagtekerke, burgemeester van Middelburg en bewindhebber van de Vereenigde Oostindische Compagnie was. Het is vervaardigd door Rombout Verhulst, die ook de praalgraven van de zeehelden Tromp en De Ruyter maakte. Ook Thibauts vrouw Isabella Porrenaer en dochter Jacoba liggen in de kerk begraven. Zij stierven allen in 1667 aan de pest.
In de achterste bank bevindt zich de beeltenis van de patroonheilige Agatha. 
Het kerkhof is tot 1873 in gebruik gebleven.

## Orgel

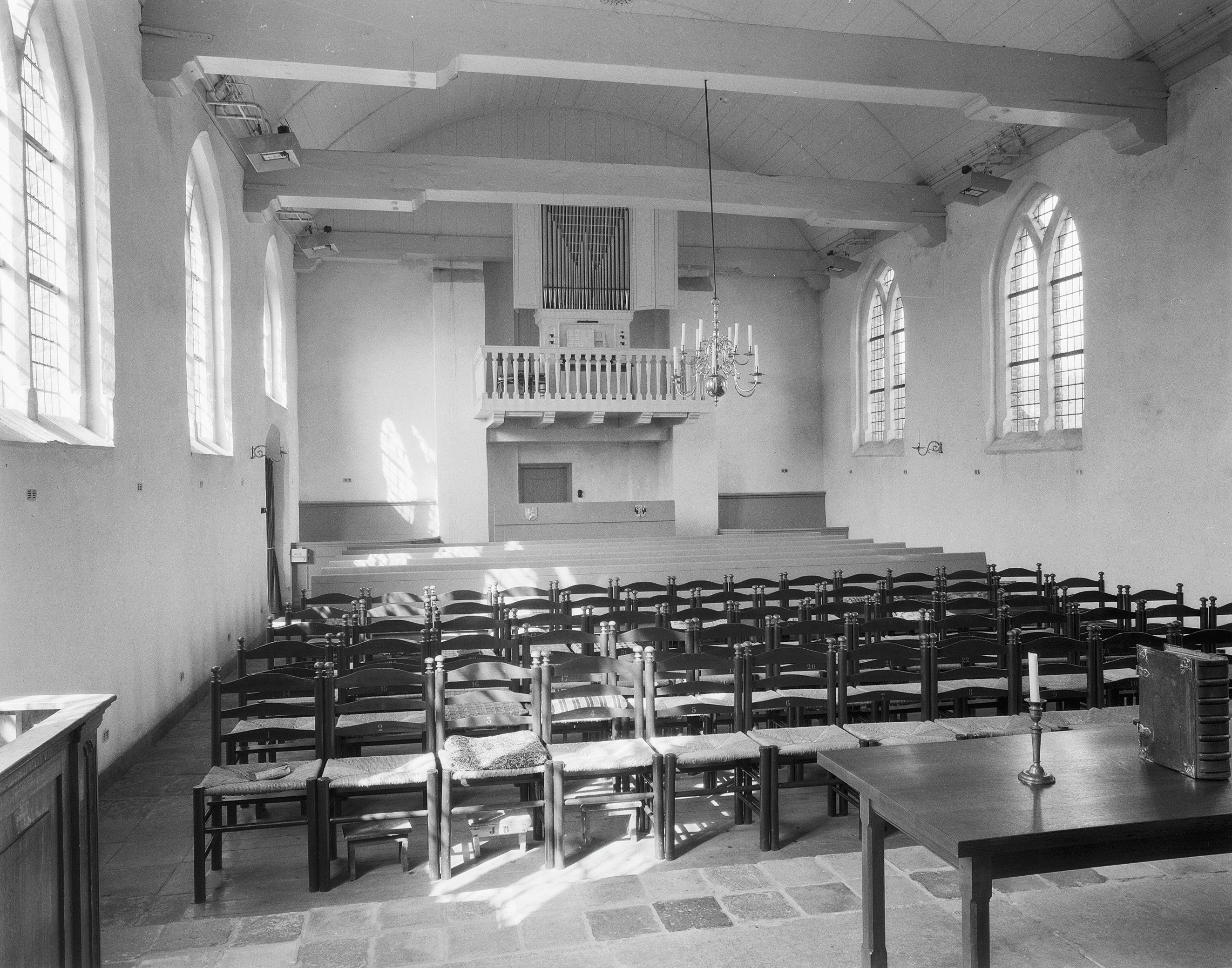
Interieur gericht op het westen, zicht op van Vulpen orgel - Aagtekerke

Het eenklaviers orgel is van 1957 en werd vervaardigd door de firma Gebr. van Vulpen uit Utrecht.
De dispositie:
| Manuaal (C-d)    | Pedaal (C-f') |
| ---------------- | ------------- |
| Holpijp 8        | aangehangen   |
| Prestant 4 B/D   |               |
| Roerfluit 4      |               |
| Octaaf 2         |               |
| Scherp 2 st. B/D |               |

Stemming: gelijkzwevend
Toonhoogte: a’ = 440 Hz
Tractuur: Mechanische sleepladen